# Gornja Kamenica
Pour l’article homonyme, voir Gornja Kamenica (Zvornik).
Gornja Kamenica (en serbe cyrillique : Горња Каменица) est un village de Serbie situé dans la municipalité de Knjaževac, district de Zaječar. Au recensement de 2011, il comptait 235 habitants.
Gornja Kamenica est située sur les bords du Trgoviški Timok.

## Démographie
| 1948  | 1953  | 1961  | 1971 | 1981 | 1991 | 2002 | 2011 |
| ----- | ----- | ----- | ---- | ---- | ---- | ---- | ---- |
| 1 208 | 1 202 | 1 092 | 923  | 789  | 573  | 377  | 235  |

|  |